# Ансамбль МіК
Ансамбль «МіК» (мандолін і концертин) — напівпрофесійний оркестр, створений у 1925 році в Києві Музичним товариством імені Миколи Леонтовича. Метою колективу була популяризація серед пролетаріату кращих українських та зарубіжних музичних творів. До його складу входило 40 учасників.
Ансамбль створений за ініціативи українського композитора і диригента Миколи Радзієвського, який разом з  А. А. Наумовим і О. Г. Климовим стали диригентами колективу. Складався з квартетів мандолін і концертин, групи гітар і контрабасів. 
У репертуарі ансамблю були твори світової класики, українських композиторів Миколи Лисенка, Якова Степового, Михайла Вериківського, Лева Ревуцького. Солістами оркестру були: Микола Квальярді (мандолініст), О. Баранов та Є. Столова (концертисти), Марк Геліс (гітарист), Сікачинська (спів). З ансамблем виступали Зоя Гайдай, Доментій Євтушенко, О. Коба та інші. 
Колектив існував до другої половини 1930-х років. Згодом на його основі були створені різні ансамблі: квартет мандолін, квартет концертин, тріо з гітари, мандоліни, концертино.